# Ecopark Waalwijk
Het Ecopark gelegen in Waalwijk is een installatie voor opwekking van duurzame energie.
De drie verschillende onderdelen zijn een windmolenpark (van vijf keer 1,5 MW = 7,5 MW), een zonnecentrale (673 kWp) en een stortgasinstallatie (234 kW).